# Magali (chanson)
Magali est une chanson française écrite en 1962 par Robert Nyel sur une musique de Gaby Verlor.
Le thème provençal de la chanson évoque la douleur qui résonne dans toute la Crau, accompagnée du son des fifres et des tambourins, d'un amoureux qui ne dansera plus la farandole que dans ses rêves, trahi par celle qui l'a quitté pour un gitan des Saintes-Maries-de-la-Mer. 
Écrite pour lui-même par Robert Nyel inspiré par sa Provence natale, la chanson, dont le refrain est en provençal, doit son plus grand succès à l'interprétation du chanteur marseillais Robert Ripa. Les chanteuses Maria Candido, Gloria Lasso ou encore Maria de Rossi l'ont également portée à leur répertoire.

## Sources
1. 1 2 3  Louis-Jean Calvet (préf. Philippe Meyer, ill. José Corréa), Cent ans de chanson française, L'Archipel, 2006, 520 p. (ISBN 978-2-84187-856-7, BNF 40956862)
2. ↑  « Robert Nyel — Magali », sur discogs.com (consulté le 28 février 2022) « (écouter en ligne) », sur youtube.com
3. ↑  « Robert Ripa — Magali », sur discogs.com (consulté le 28 février 2022) « (écouter en ligne) », sur youtube.com
4. ↑  « Maria Candido — Magali », sur discogs.com (consulté le 28 février 2022) « (écouter en ligne) », sur youtube.com
5. ↑  « Gloria Lasso — Magali », sur discogs.com (consulté le 28 février 2022) « (écouter en ligne) », sur youtube.com
6. ↑  « Maria de Rossi — Magali », sur discogs.com (consulté le 28 février 2022) « (écouter en ligne) », sur youtube.com